# Anže Kopitar
Anzè Kopitar (Jesenice, 24 agosto 1987) è un hockeista su ghiaccio sloveno dei Los Angeles Kings e della nazionale slovena.
Anche il padre Matjaž Kopitar ed il fratello Gašper Kopitar sono stati giocatori di hockey su ghiaccio.

## Palmarès

### Club
- Stanley Cup: 2

 Los Angeles Kings: 2011-12, 2013-14